# 27764 von Flüe
27764 von Flüe è un asteroide della fascia principale. Scoperto nel 1991, presenta un'orbita caratterizzata da un semiasse maggiore pari a 2,9138702 UA e da un'eccentricità di 0,0628344, inclinata di 2,06353° rispetto all'eclittica.